# Posoqueria tarairensis
Posoqueria tarairensis är en måreväxtart som beskrevs av Charlotte M. Taylor och Cortes-ballen. Posoqueria tarairensis ingår i släktet Posoqueria och familjen måreväxter. Inga underarter finns listade i Catalogue of Life.